# 1000-meter-løb
1000 meter er en atletisk disciplin som oftest løbes på bane til konkurrencer. Den danske rekord i denne disciplin lyder på 2,16,29. Rekorden er sat af den kenyanskfødte, danske løber Wilson Kipketer. Kipketers danske rekord har også været tidligere verdensrekord. Den nuværende verdensrekord tilhører Noah Ngeny som går i tiden 2.11.96. Disse rekorder er i indendørs atletik. Verdensrekorden for kvinder tilhører Svetlana Masterkova. Hendes tid lyder på 2.28.98
 Der er for få eller ingen kildehenvisninger i denne artikel, hvilket er et problem. Du kan hjælpe ved at angive troværdige kilder til de påstande, som fremføres i artiklen.